# The Cornet
The Cornet è un cortometraggio muto del 1915 diretto e interpretato da Arthur V. Johnson.

## Produzione
Il film fu prodotto dalla Lubin Manufacturing Company.

## Distribuzione
Distribuito dalla General Film Company, il film - un cortometraggio in una bobina - uscì nelle sale USA l'11 giugno 1915.